# Милован Декић
Милован Б. Декић (Прокупље,1915— Прокупље, 1995) био је занатлија и опанчар из Прокупља и учесник НОП-а. Занатско знање и прве идеје о социјализму стекао у занатској радњи свога оца Борисава Декића. Био је члан Соколског покрета. Учествовао је на Соколском слету у Софији 1935. године. Пред сам рат у породичној кући, где је живео, су се скривали будући народни херој Ратко Павловић Ћићко и други локални комунисти. За време рата 1944. године радио је у Обућарској радионици Команде подручја у Топлици. Почетком 1945. године са јединицом боравио у Ћуприји.